# Szlagier (album)
Szlagier – wspólny album studyjny nagrany przez warszawskich raperów: Pona, Ero, Hazzidiego oraz producenta muzycznego Szczura. Wydawnictwo ukazało się 19 maja 2017 roku nakładem wytwórni muzycznej District Area.

## Lista utworów
| Nr  | Tytuł utworu                           | Długość |
| --- | -------------------------------------- | ------- |
| 1.  | „Intro” (Gościnnie: Wujek Samo Zło)    |         |
| 2.  | „Ten Tytuł” (Scratche: DJ Falcon1)     |         |
| 3.  | „Hajs To Pieniądz” (Scratche: DJ Def)  |         |
| 4.  | „Wachlarz”                             |         |
| 5.  | „Moje Ego”                             |         |
| 6.  | „Czas Na Zmiany”                       |         |
| 7.  | „Zabij Wątpliwości” (Gościnnie: TMS)   |         |
| 8.  | „Szlagier” (Scratche: DJ Falcon1)      |         |
| 9.  | „Wschodzę”                             |         |
| 10. | „Ja Tylko Chcę...” (Scratche: DJ Kebs) |         |
| 11. | „Miliony”                              |         |
| 12. | „Ślady” (Scratche: DJ Def)             |         |
| 13. | „Dawaj Sos”                            |         |
| 14. | „Gasną Światła” (Gościnnie: Wilku WDZ) |         |
| 15. | „Outro/Miliard W Rozumie”              |         |

## Twórcy albumu
- DJ Deszczu Strugi – miksowanie, mastering
- Filip Zawadzki, Jakub Bors, Mateusz Gajowy, Suwak – zdjęcia
- Szczur – produkcja (utwory: 1 – 8, 10 – 15)
- Szwed SWD – produkcja (utwór nr 9)
- Ero, Hazzidy, Pono – rap, teksty

## Listy sprzedaży
| Lista | Kraj   | Pozycja |
| ----- | ------ | ------- |
| OLiS  | Polska | 4       |